# Джонні Спіллейн
Джонні Спіллейн (англ. Johnny Spillane, 24 листопада 1980) — американський двоборець, призер Олімпійських ігор, чемпіон світу.
На Олімпіаді у Ванкувері Спіллейн виборов три срібні медалі: в індивідуальних дисциплінах, що складалися зі стрибків з нормального трампліна та бігу на 10 км, великого трампліна, та бігу на 10 км, а також у командних змаганнях.
Вигравши золоту медаль чемпіонату світу в 2003 році Спіллейн став першим американським спортсменом, який зумів здобути перемогу на чемпіонаті світу в дисципліні, складовою якої є лижний біг.